# Aaron Klug
Aaron Klug (Zelvas, Lituania, 11 de agosto de 1926-Cambridge, Reino Unido, 20 de noviembre de 2018) fue un químico y bioquímico británico de origen lituano galardonado con el Premio Nobel de Química en el año 1982 y la Orden del Mérito del Reino Unido, miembro de la Royal Society.

## Biografía
Luego de su nacimiento, se mudó a Durban, Sudáfrica, se graduó en química en la Universidad de Witwatersrand en Johannesburgo, y estudió cristalografía en la Universidad de Ciudad del Cabo antes de irse a Inglaterra, completando su doctorado en Trinity College, de la Universidad de Cambridge en 1953, universidad de la cual fue el director del laboratorio de Biología Molecular entre 1986 y 1996.
Miembro de la Royal Society de Londres, fue su presidente entre 1995 y 2000. También es miembro de la Academia de Ciencias Francesa. En 1988 fue nombrado sir y en 1995 le fue concedida la Orden del Mérito por parte de la reina Isabel II del Reino Unido. Klug es miembro científico exterior del Instituto Fritz Haber de la Sociedad Max Planck.
Klug se enfrentó a la discriminación en Sudáfrica.

## Investigaciones científicas
En Londres colaboró con Rosalind Franklin, que gracias a sus investigaciones contribuyó al entendimiento de la estructura del ADN. Demostró un gran interés por el estudio de los virus, y durante su estancia allí descubrió las estructuras de algunos de ellos.
En los años 1970, Klug usó los métodos de diagramas de difracción de rayos X, que, combinados con la microscopía electrónica, le permitió descifrar los complejos proteínicos del ácido nucleico, así como la obtención de imágenes tomadas en diferentes ángulos, y combinándolas logró reconstrucciones tridimensionales de algunas proteínas.
En 1982 fue galardonado con el Premio Nobel de Química por el desarrollo de métodos cristalográficos para descifrar los complejos proteínicos de los ácidos nucleicos. Además, Klug obtuvo la Medalla Copley en 1985.